# Acrapex uncinoides
Acrapex uncinoides är en fjärilsart som beskrevs av Emilio Berio 1973. Acrapex uncinoides ingår i släktet Acrapex och familjen nattflyn. Inga underarter finns listade i Catalogue of Life.